# Tsathoggua

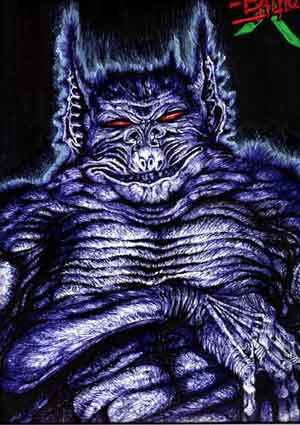
Tsathoggua.

Tsathoggua  est une entité fictive créée par l'écrivain américain Clark Ashton Smith. Cité également dans l'œuvre littéraire de Howard Phillips Lovecraft, Tsathoggua est ensuite rattaché à l'ensemble de romans et nouvelles littéraire que l'écrivain August Derleth intitule le Mythe de Cthulhu.
Tsathoggua fait partie des entités les plus importantes, jadis l'un des plus puissants, mais qui aurait laissé son culte dépérir lentement. On le décrit comme une créature imposante, aux allures de crapaud, velu, aux oreilles ressemblant plus ou moins à celles d'une chauve-souris, vivant dans un vaste souterrain. Il sommeille entre deux repas, entouré d'ossements, restes de ses collations.